# Миндсент
Миндсент (мађ. Mindszent) град је у Мађарској. Миндсент је град у оквиру жупаније Чонград-Чанад.
Град је имао 6.826 становника према подацима из 2010. године.

## Географија
Град Миндсент се налази у јужном делу Мађарске. Од првог већег града, Сегедина, град је удаљен око 40 километара северно.
Град се налази у средишњем делу Панонске низије и образовао се уз десну обалу реке Тисе.